# Dandaragan Shire
Koordinaten: 30° 40′ S, 115° 42′ O

Das Shire of Dandaragan ist ein lokales Verwaltungsgebiet (LGA) im australischen Bundesstaat Western Australia. Das Gebiet ist 6716 km² groß und hat etwa 3200 Einwohner (2016).
Dandaragan liegt im westaustralischen "Weizengürtel" im Westen des Staates an der australischen Westküste etwa 200 Kilometer nördlich der Hauptstadt Perth. Der Sitz des Shire Councils befindet sich in der Ortschaft Jurien Bay, wo etwa 1500 Einwohner leben (2016).

## Verwaltung
Der Dandaragan Council hat neun Mitglieder. Sie werden von allen Bewohnern des Shires gewählt. Dandaragan ist nicht in Bezirke unterteilt. Aus dem Kreis der Councillor rekrutiert sich auch der Vorsitzende des Councils (Shire President).